# Sint-Laurentiuskerk (Neufchâteau)

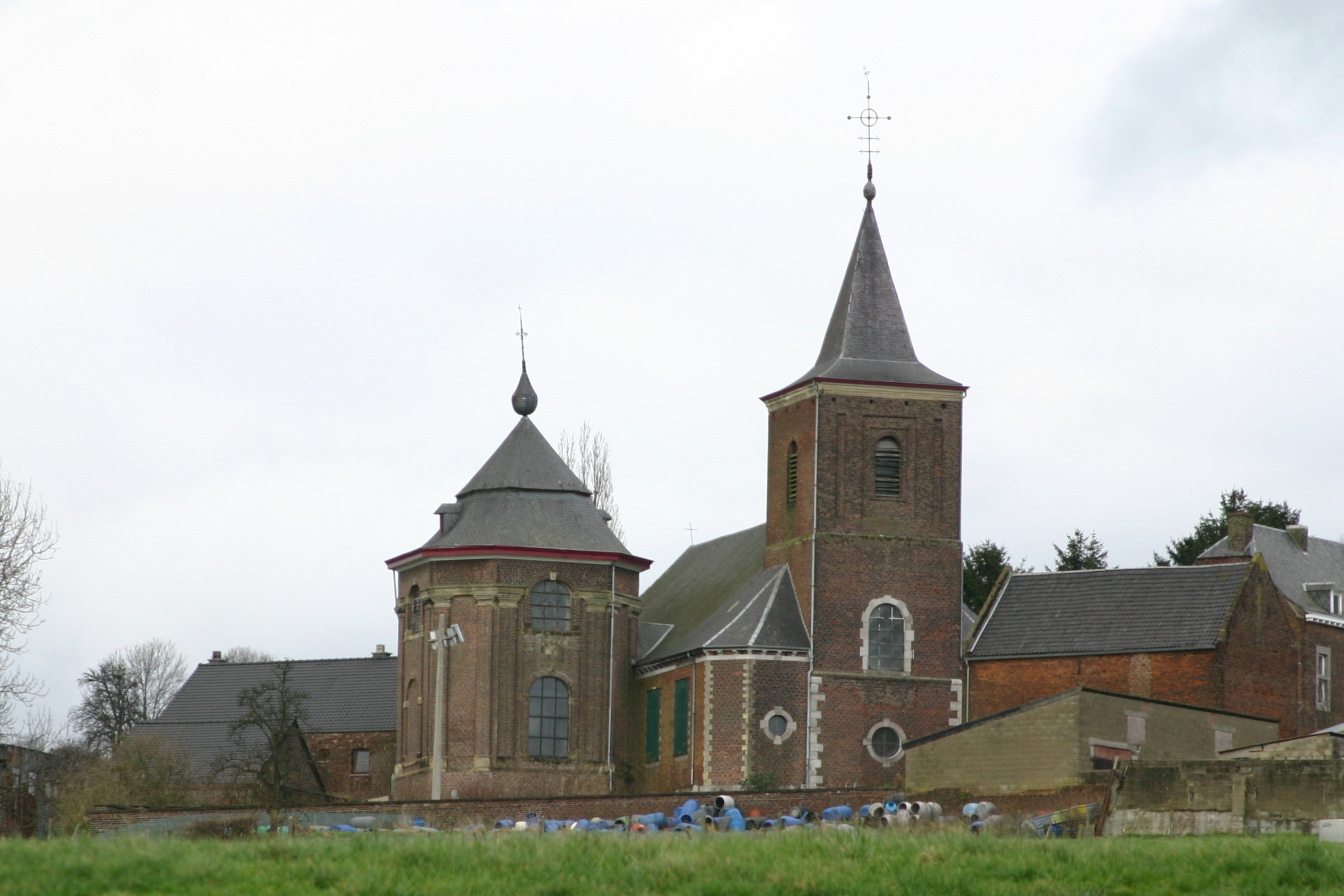
Sint-Laurentiuskerk

De Sint-Laurentiuskerk is de parochiekerk van het tot de Belgische gemeente Dalhem behorende dorp Neufchâteau, gelegen aan Aubin.

## Gebouw
De ingebouwde toren met vierhoekige spits is van 1706 en het driebeukig schip met driezijdig afgesloten koor werd omstreeks 1790 gebouwd naar ontwerp van Jean-François Joseph Wincqz. Schip en koor zijn in classicistische stijl gebouwd.
De kerk wordt geflankeerd door een grote, achthoekige grafkapel van de graven van Hoen-Neufchâteau, gebouwd in 1714 en gedekt door een dubbel tentdak.
Alle kerkonderdelen zijn gebouwd in baksteen, maar de lagere gedeelten hebben hoekbanden in tufsteen.

## Interieur
Het interieur wordt overwelfd door een tongewelf. Een zuilengalerij scheidt de beuken.
Het marmeren doopvont is eind-18e-eeuws. Er zijn enkele schilderingen door Mathias Schumacher van 1768, terwijl de zijaltaren schilderijen tonen van omstreeks 1700.
Een gepolychromeerd houten beeld van Sint-Anna-te-Drieën is van omstreeks 1520. Van Jacques Vivroux is een beeld van Sint-Laurentius (1769), terwijl een Sint-Eligiusbeeld uit de tweede helft van de 17e eeuw aanwezig is.
Op het kerkhof zijn enkele oude grafkruisen te vinden, terwijl in de kerk enkele zerken aanwezig zijn.